# Horst Köppel
Pour les articles homonymes, voir Koppel.
Horst Köppel (né le 17 mai 1948 à Stuttgart) est un footballeur et est actuellement entraîneur allemand.

## Biographie
En tant que milieu, Horst Köppel fut international allemand à onze reprises (1968-1973) pour deux buts inscrits. Il inscrivit un but dans les éliminatoires de l'Euro 1972 contre la Turquie mais il ne joua aucun match à l'Euro 1972, bien que faisant partie des joueurs sélectionnés. Il remporta néanmoins le tournoi. 
En tant que joueur, il ne connut que deux clubs (VfB Stuttgart et Borussia Mönchengladbach), remportant beaucoup de titres au niveau national et présent au niveau international comme la Coupe UEFA.
En tant qu'entraîneur, il dirigea des clubs allemands et connut des expériences à l'étranger (Autriche, Japon et Émirats arabes unis), ne remportant qu'une coupe et une supercoupe d'Allemagne en 1989 avec le Borussia Dortmund.

## Clubs

### En tant que joueur
- 1966-1968 :  VfB Stuttgart
- 1968-1971 :  Borussia Mönchengladbach
- 1971-1973 :  VfB Stuttgart
- 1973-1979 :  Borussia Mönchengladbach

### En tant qu'entraîneur
- 1982-1983 :  Arminia Bielefeld
- 1983-1987 :  Allemagne de l'Ouest (entraîneur-adjoint)
- 1987 :  Bayer 05 Uerdingen
- 1988-1991 :  Borussia Dortmund
- 1992 :  Fortuna Düsseldorf
- 1993-1994 :  FC Tirol Innsbruck
- 1994-1995 :  Eintracht Francfort (assistant)
- 1997 :  Urawa Red Diamonds
- 2000-2001 :  Borussia Dortmund (jeunes)
- 2001-2004 :  Borussia Dortmund II
- 2004 :  Borussia Mönchengladbach II
- 2004 :  Borussia Mönchengladbach (intérim)
- 2004-2005 :  Borussia Mönchengladbach II
- 2005-2006 :  Borussia Mönchengladbach
- 2006 :  Al-Wahda (Abu Dhabi)
- 2009 :  FC Ingolstadt 04

## Palmarès

### En tant que joueur
- Championnat d'Allemagne de football

- - Champion en 1970, en 1971, en 1975, en 1976 et en 1977
  - Vice-champion en 1974 et en 1978

- Supercoupe d'Allemagne de football
  - Vainqueur en 1977

- Coupe UEFA
  - Vainqueur en 1975 et en 1979

- Ligue des champions de l'UEFA
  - Finaliste en 1977

- Coupe intercontinentale
  - Finaliste en 1977

- Coupe Kirin
  - Vainqueur en 1978

- Championnat d'Europe de football
  - Vainqueur en 1972

### En tant qu'entraîneur
- Coupe d'Allemagne de football
  - Vainqueur en 1989

- Supercoupe d'Allemagne de football
  - Vainqueur en 1989

- Championnat des Émirats arabes unis de football
  - Vice-champion en 2006